# Megas XLR
Megas XLR es una serie animada estadounidense creada por Jody Schaeffer y George Krstic. Narra las aventuras de Coop, Jamie y Kiva, que pilotando un robot gigante luchan contra los Glorft, unos extraterrestres con la apariencia de moluscos que intentan destruir a los humanos. Fue producida por Cartoon Network Studios entre 2004 y 2005, la serie es un homenaje y parodia a las series anime de género mecha.

## Argumento
En un futuro distante, la Tierra (En particular la Raza Humana) está perdiendo la guerra contra una raza alienígena conocida como los Glorft (Una especie de Alienígenas Reptiloides con apariencia similar a la de un molusco con algunas características de criaturas similares a las de la película "el quinto elemento"). Con éxito la resistencia humana logra robarle a los Glorft un robot prototipo llamado M.E.G.A.S. (Mechanized Earth Guard Attack System). 
Pero el plan era regresar con M.E.G.A.S. en el tiempo a la batalla perdida y lograr vencer a los Glorft. pero antes de ejecutar el ataque son interceptados por un escuadrón enemigo que busca liquidar a los humanos a como dé lugar. Entonces como última esperanza lanzan a M.E.G.A.S. al pasado por medio de un agujero de gusano con función de desplazamiento temporal, pero desgraciadamente ocurre un accidente y por error el robot termina estrellándose en Nueva Jersey de los años 30, solo para ser rescatado décadas más tarde en el siglo 21.
En la actualidad, un chico llamado Coop, que es un fanático de los videojuegos, la mecánica automotriz y la comida chatarra visita el depósito de chatarra de Cabra buscando partes útiles para armar un auto, hasta que se encuentra por mera casualidad con el robot casi maltrecho en una (según Cabra) "pila de chatarra de 2 dólares" (aunque M.E.G.A.S. pudo haber caído a principios del siglo XX. ya que dice que el robot esta en el lugar desde que abrieron el depósito durante los años 30) y lo bautiza como XLR, (eXtra Large Robot) haciendo que por el hecho Cabra diga "Oh rayos" al saber lo que era realmente la pila de chatarra. Entre él y Coop logran rehabilitarlo de los daños que tenía y tunearlo con detalles de flamas en los brazos y piernas, un número de carreras y 2 chicas plateadas en las taloneras mecánicas del mismo. 
Por un descuido y por la inexperiencia Coop y su amigo llamado Jamie activan la autoalarma del robot misma que es desactivada por Kiva, una piloto que viene del futuro para llevarse el robot, aun así sostiene un combate con Coop viéndose derrotada por él, aún sin saber pilotearlo bien, evidentemente para Kiva le es imposible pilotar a M.E.G.A.S., ya que Coop le ha hecho una serie de modificaciones incomprensibles para alguien que viene del futuro, sustituyendo la cabeza y módulo de control (las cuales fueron destruidas en el futuro, justo cuando Kiva estaba a punto de entrar en el robot) por un automóvil (altamente basado en un Plymouth Barracuda de 1970), además de haber destruido por accidente el módulo del flujo temporal de tiempo que permitía el viaje en el tiempo, por lo que ella, el robot y la nave de los Glorft que entraron en el túnel del tiempo se quedarían atrapados en el siglo 21 de ahora en adelante.
Más adelante los Glorft intentan en numerosas ocasiones destruir la Tierra y recuperar el prototipo "M.E.G.A.S." robado, pero no solo fallan en cada intento, sino que su nave nodriza suele quedar hecha pedazos constantemente, en el último capítulo a cierto modo se da a entender que son vaporizados por Coop por simple y llana buena suerte debido a su ingenuidad sin embargo se observó que fue capaz de adaptar y pilotar al robot M.E.G.A.S. sin problema alguno.

## Personajes

### Personajes principales
- Coop:

Él es el piloto de M.E.G.A.S. Podría decirse que su personalidad es una mezcla entre un Rebelde Punk y un otaku con buenos sentimientos para con sus amigos. Lleva muchos años jugando a los videojuegos y es un excelente piloto gracias a su "entrenamiento" con estos. No es un héroe convencional y suele terminar destruyendo todo lo que se le cruza por delante. Por lo general vence a sus enemigos tras decirles una lista de cosas que lo han hecho enfadar para  después, atacar del modo que más le convenga. Suele ganar todas sus peleas, pero con resultados adversos para aquellos que le rodean, ya sean amigos o enemigos.
- Kiva Andru:

Kiva es una piloto e ingeniera militar del futuro, experta en el combate cuerpo a cuerpo con y sin armas. Nacida el 15 de septiembre de 3012 (25 años). Es la piloto original de M.E.G.A.S, pero al no poder conducirlo, decide entrenar a Coop para salvar el mundo. Si bien ella nunca llegó a utilizar a M.E.G.A.S. en el futuro, es la piloto del CMDR_KA Mech. Asimismo, durante el transcurso de la serie, la relación de Kiva con Coop y Jamie evoluciona hasta llegar a apreciarlos y a considerarse como parte de un grupo de amigos que como en un escuadrón de combate al convivir con ambos (más aún cuando en un capítulo encuentra a su ancestro genealógico del siglo 21).
- Jamie:

Es el mejor y único amigo de Coop (o al menos eso es lo que él cree). Solo piensa en chicas lindas y su aporte al equipo es casi nulo. A pesar de su aspecto inofensivo y de ser poco intimidador, es un ególatra y por lo general una mala influencia para los que lo rodean (aunque al final siempre opte por salvar/proteger a sus amigos en la medida que le sea posible). La mayoría de planes y estrategias que ofrece no suelen servir de mucho, ya que no suele tener en consideración nada que no sea su propia seguridad o aprovechar cualquier situación para parecer más importante que Coop y Kiva. Siempre da planes bastante disparatados y nada prácticos, sin embargo una vez que pilotó a M.E.G.A.S. por accidente pudo salvar el día de casualidad, a pesar de su ineptitud para manejar al robot.
- Goat (Cabra en Latinoamérica):

Es el dueño del depósito de chatarra en el que Coop encontró a M.E.G.A.S. y además de ser amigo de Coop (o por lo menos alguien con quien le gusta quedar), Goat también ayuda a Coop a "entrenar" a M.E.G.A.S, ofreciéndole a Coop toda la chatarra que quiera destruir con sus armas, haciendo algunos arreglos en M.E.G.A.S. o todo tipo de maquinaria con la que probar los límites del robot (autobuses apilados como pesas de gimnasio, excavadoras para hacer pulsos, etc.). Uno de sus rasgos característicos es que casi siempre está con un chupetín, además de una dudosa higiene personal. Por lo general es bastante vago (dado que en muchos episodios está tumbado en una silla plegable leyendo el periódico o simplemente tomando el Sol) y no suele esforzarse demasiado con nada salvo cuando Coop, Jamie o Kiva necesitan pedirle algún favor. Al igual que Jamie, también sueña con estar rodeado de chicas y desea tener su propio robot gigante. En más de una ocasión ha llegado a construir su propio robot (al que llamó Darlene), acabando este destrozado en mil pedazos.
- Gorrath:

Es el tiránico líder de los Glorft. Viajó al pasado persiguiendo a Kiva para recuperar el prototipo M.E.G.A.S, con el cual pretendía dominar la Tierra. Comanda sus fuerzas con puño de hierro y dispone de varios robots con los que sembrar el caos (siendo uno de ellos la fusión de todos los robots de su flota). A pesar de ser un gran comandante militar y estratega, la mera presencia o mención de Coop o Megas lo irritan hasta límites insospechados. En más de una ocasión en la cual podría haber destruido a Coop y recuperado a Megas, su poca paciencia y su insistencia a la hora de destruir a Coop en lugar de considerar todas las opciones posibles, han causado que no solo perdiera ante Coop de forma humillante, sino que sus planes de dominación se vieran frustrados. Siempre que ve a Coop se dirige a él como "terrestre", "terreno", "primate", "cara de mono" o "orangután gordinflón". Al final de la serie logra ser vaporizado gracias a un rayo especial que lo manda a él y a sus tropas de regreso a su era.

### Personajes secundarios
- Magnánimus

Es el jefe del Torneo Intergaláctico de Lucha de Robots. En su torneo de lucha su palabra es la ley y solo él decide quién gana o quién pierde los combates. Trató de usar a Coop para ganar dinero a su costa en su torneo, pero cuando Coop se negó a perder a posta, Magnánimus le tendió varias trampas para asegurarse de que perdiese. Al final ambos tienen una gran pelea en la que Magnánimus es lanzado a una singularidad cuántica. En un episodio posterior, Magnánimus regresa a la Tierra para desafiar a Coop por su título y vengarse. Cuando se le pregunta cómo escapó, él simplemente que responde: "No fue fácil". Al parecer, Coop tiene problemas para pronunciar su nombre. Magnánimus es una combinación entre MODOK de Marvel Comics y Bruce Campbell, que consiste en un ser con una cabeza enorme flotante, de gran papada y con extremidades diminutas. Cuando conversa con los demás personajes, a menudo cita algunas líneas de las películas de Evil Dead. Los robots que crea para enfrentarse a Coop son parodias de Elvis Presley, en referencia a cuando Campbell actuaba de Elvis en Bubba Ho-Tep. En el episodio "El regreso", Coop no solo pelea con un robot que parodia a Mr. T (de la serie de televisión El equipo A), sino que pelea con un robot que tiene una motosierra en su brazo derecho y una pistola en la mano izquierda, otra referencia a Ash.
- S-Force (La Fuerza S)

Un grupo de superhéroes de otra galaxia, La Fuerza S está basada en varios grupos Sentai o Power Rangers (tomando elementos de la Batalla de los planetas, Gatchaman, Super Sentai, Silverhawks, los Power Rangers y Voltron). Su nombre es una referencia a la G-Force (Comando G en España) de la Batalla de los Planetas, a quienes también se parecen. Empezaron a sospechar de Coop como si fuera un villano a causa de su destrucción sin sentido, pero más tarde solo lo consideran poco inteligente, en vez de malvado. Ellos pilotan a los Zorps, vehículos que se asemejan a animales (una parodia directa de Zords que aparecen en las series de los Power Rangers): Alcón Rojo, Rinoceronte Negro, Gorila Verde, Canguro Púrpura y Pantera Rosa. Los pilotos son Mac (de negro, doblado por Frank Welker), Argo (de rojo, doblado por Scott Innes), Jax (de morado, doblado por Alan Young), Sloan (de verde, doblado por Ronnie Schell) y Duquesa (de rosa, doblada por Jennifer Hale). 
Su líder es Targon (también doblado por Frank Welker), una cabeza flotante holográfica (una referencia a Zordon de los Power Rangers). Debido a su interacción con Coop, el escuadrón copió sus malos hábitos, convirtiéndose en amantes de la comida chatarra, salvajes, maleducados y adictos a los videojuegos. Sin embargo, en el episodio Fuerza S SOS, vuelven a aparecer como guerreros serios y experimentados. Gracias a lo que aprendieron con Coop, se unieron a este para combatir a Lord Zerek (similar a Galactor de Fuerza G) y lograr vencerlo, aun manteniendo muchos de los hábitos inofensivos de Coop.
- Darklos

Darklos es una cazarrecompensas extraterrestre que era buscada en varias nebulosas por secuestro y tráfico de información. Es una experta en el combate cuerpo a cuerpo y con armas láser. Es una parodia a los Predator, una tribu guerrera extraterrestre de la serie de películas del mismo nombre. Darklos recibió la orden de encontrar y capturar Kiva Andru para que sus clientes pudieran extraer información de su cerebro. Coop logró derrotarla cuando las bestias que controlaba se liberaron de su control y la llevaron a la cárcel en su planeta natal.

## Arsenal de M.E.G.A.S.
- El Destimpanador (apareció por primera vez en "Battle Royale") - Un sistema de Karaoke a nivel de armas, cuando lo usa Coop con su tono desafinado, es capaz de generar una ola de destrucción sonica capaces de aniquilar una estación espacial. El uso del destimpanador puede constituir un crimen de guerra, sin mencionar un crimen contra todo lo que es la música.

- Super Modo Destructor (apareció por primera vez en "S-Force SOS") - Un modo que cubre M.E.G.A.S. de pies a cabeza en lanzadores de misiles. Hubiera sido devastator si Coop no hubiese destruido el sistema de dirección de los misiles.

- Campo de Fuerza (apareció por primera vez en "Control Universal") - M.E.G.A.S. puede crear un campo invencible, desviando los ataques de lo golpee (sin embargo Megas puede disparar hacia fuera). Si se invierte la polaridad, se crea un escudo que le permite aislar todo lo que ocurra dentro sin que nada afecte al exterior.

- Espada de Energía (apareció por primera vez en "Battle Royale") - Las manos de M.E.G.A.S. pueden crear una espada enorme de energía de una manera similar a la de Voltron.

- Sables Cortantes (apareció por primera vez en "no deseado en la cajuela") - Muchos sables rodean el cuerpo de M.E.G.A.S. También tiene cuchillas que giran y cortan.

- Nitrous (apareció por primera vez en "El Gordo y el furioso") - Un modo que acelera la velocidad de M.E.G.A.S. mil veces, lo que le permite moverse a la velocidad de la luz y destruir varios mechs a su paso.

- Control Manual (apareció por primera vez en "El Gordo y el furioso") - Un sistema al puro estilo "Dance Dance Revolution" que puede ser utilizado en caso de que el sistema automático llegase a fallar. Al bailar, M.E.G.A.S. puede traducir dichos pasos en movimientos de lucha. A pesar de la estupidez del sistema, en realidad esto puede ser muy útil para su uso en combate, sin embargo Kiva menciona que a pesar de su utilidad en combate cuerpo a cuerpo, el sistema pierde el acceso al armamento pesado de M.E.G.A.S. hasta que se conecte el sistema automático nuevamente.

- A 5 minutos hasta el final del Episodio (apareció por primera vez en "Coop D'Etat") - Coop estampa su cara en este botón, por lo general exactamente cinco minutos hasta el final del episodio. Los puños de M.E.G.A.S. estallan en llamas, lo que permite que se derrita todo lo que toca.

- El botón de "No Tocar"(Apareció por primera vez en Viva las Megas). Este botón permite soltar una generosa cantidad de cabezas nucleares. Afortunadamente, Kiva siempre detiene a Coop antes de que utilice ese botón, lo que hace que Coop se queje y mencione "¿Cual es la gracia de tener cabezas nucleares si no puedes usarlas?".

- Algo más grande (por primera vez en "Control Universal" Tomado de Macross, basado en el "Monstruo" cuando estaba completamente destruido) - Coop por accidente, hace a su oponente invisible a lo que él decide usar un ataque más grande, por lo que se transforma en lo que parece un barco naval con dos piernas mecánicas con cañones, lanzadores de misiles y lanzacohetes.

- Arma de movimiento ondulatorio (Tomado de Space Battleship Yamato, apareció en "Manejo de Prueba") - Esta arma sale de la parte delantera de Megas, que consiste principalmente de un cañón bastante potente, sin embargo tiene un gran fallo de precisión.

- Matriz del Liderazgo Autobot (Tomado de Transformers, apareció en "El Gordo y El Furioso") - aunque no se llame por su nombre, la Matriz de alguna manera terminó en Megas, donde Coop y Jamie inyectaron queso fundido pasteurizado en ella, y de alguna manera esta creó un monstruo de queso.

- Reflex Cannon (Tomado de Robotech nombre adaptado para el cañón dimensión súper energía en La Super Dimensional Fortress Macross, apareció en "Viva Las Megas) - La última arma de la Macross es ahora parte del armamento de Megas. El arma era parte de un gigante fortaleza, la parte frontal de la misma, y cuando el barco se transforma, la parte delantera de la nave realizó dos cañones grandes.

- Centro de mando secundario (Apareció en "Viejo, ¿dónde está mi cabeza?") - Es un centro de control ubicado en el interior de M.E.G.A.S. que funciona en caso tal de que el auto no este presente la parte superior del robot, a diferencia de su conducción original con el auto esta no tiene acceso al armamento pesado lo cual llega a ser un tanto inútil en batalla, además de que si el control principal ubicado en el auto se activa, automáticamente este cetro queda inoperativo completamente sin posibilidad de recuperar el control.

- Proteger a Jamie - Aunque técnicamente no es un arma, Coop pondrá en marcha esta especie de rastreador cada vez que Jamie este en problemas, lo que ocurre con bastante frecuencia. Una vez encendido, el robot hará algo completamente al azar, con el consiguiente salvamento de Jamie.

## Formato
La serie posee un patrón de villanos por semana, muy pocos se repiten y los que lo hacen generalmente tienen las mismas habilidades
Cada episodio comienza mostrando la rutina cotidiana Coop en el momento y de este modo a menudo despierta, irrita o incurre en la ira de alguna fuerza ajena que por lo general tiene un mecanismo o poder letal más allá del alcance de las armas convencionales. Evidentemente dicha acción interrumpe la rutina cotidiana de Coop, lo que lo lleva a tratar de neutralizar dicha amenaza con el propio Megas.
Durante dicha batalla Coop o el enemigo destruyen una parte significativa del lugar donde pelean siendo Coop, por lo general, casi siempre quien termina haciendo más daño que los propios antagonistas. Un ejemplo de esto ocurre durante un episodio donde un robot muy similar a Megas creado por los Glorft (pintado de plateado y sin el coche distintivo de Coop) es confundido con este mismo debido a la destrucción que causa a su paso. Del mismo modo hay restos de edificios abandonados que a modo de comedia siempre les ponen un letrero que indican que estaban ahí precisamente para dicho momento (como sería "Refinería de Petróleo para demoler" o una "fábrica completamente abandonada") y en casi todos los episodios siempre es destruido algún bien perteneciente a la PoPTV (en referencia a la cancelación de MTV, el centro), un programa hecho por los creadores de Megas XLR.
Con el tiempo se produce un empate. En este punto, Coop cita una lista de cosas imperdonables que ha hecho su enemigo, aunque en más de una ocasión la mayoría de motivos que nombre hayan sido errores causados por Coop. La tercera razón siempre es, invariablemente, la más "atroz" de todas las que menciona, pero suele ser la más trivial de las tres, por ejemplo: "¡Has destruido mi ciudad, robar mi robot y me hiciste perder el combate de lucha libre!". Una vez terminado esto,  procede a derrotar al enemigo. Para el enfrentamiento final, Coop utiliza a menudo una nueva función oculta de Megas no mencionada con anterioridad que se adapta perfectamente a cada situación, la cual activa a través de un botón como, literalmente, uno etiquetado "5 minutos hasta el final del episodio", esencialmente un deus ex machina que se presenta de forma humorística.
Tras derrotar a la amenaza, Coop vuelve a la tarea que estaba realizando, por lo general para descubrir que debido a su lucha, le es imposible hacerlo. En ese momento, a veces vemos cómo ha destruido accidentalmente todo el campo de batalla, o se entera de que ha causado más daño que el que ha evitado, como "liberar" una colonia penitenciaria extranjera de la "opresión" del alcaide y los guardias.
Las parodias de dibujos animados o referencias muestran muchos anime, robots y clichés varios. Como ejemplo está la Fuerza-S, un equipo Super Sentai/ Power Rangers que pilota un robot parodia de Voltron y los intentos de Coop por combinarse con ellos. A diferencia de las series Sentai, donde tradicionalmente una secuencia de transformación elaborada se traduciría en un aumento de poder significativo para el robot, en el caso de Coop y Megas tan solo las extremidades de los robots, destrozados y aplastados por los brazos y piernas de Megas, apenas suponen un ligero aumento de poder.
Además de POPtv, hay parodias a otras marcas de la vida real como PlayStation, entre otras.

## Reparto
| Personaje                | Actor original (EE. UU) | Actor de doblaje (Hispanoamérica) | Actor de doblaje (España) |
| ------------------------ | ----------------------- | --------------------------------- | ------------------------- |
| Harold "Coop" Cooplowski | David DeLuise           | Johnny Torres                     | Miguel Ángel Varela       |
| Kiva Andru               | Wendee Lee              | Melanie Henríquez                 | Yolanda Mateos            |
| Jaime                    | Steve Blum              | Alfonso Soto                      | Luis Miguel Villegas      |
| Gorrath                  | Clancy Brown            | Daniel Jiménez                    | Rafael Alonso Naranjo Jr. |

## Lista de episodios
- 01- Megas XLR - "Examen de conducir"
- 02- Megas XLR - "Batalla real"
- 03- Megas XLR - "Yo solo Quería una Malteada"
- 04- Megas XLR - "El gordo y Furioso"
- 05- Megas XLR - "Gusanos en el sistema"
- 06- Megas XLR - "Cena televisiva"
- 07- Megas XLR - "La fuga"
- 08- Megas XLR - "Oye, donde está mi cabeza"
- 09- Megas XLR - "Chico Malo"
- 10- Megas XLR - "Chatarra a cuestas"
- 11- Megas XLR - "Tráfico sección de infracciones de Megas"
- 12- Megas XLR - "Golpe de estado"
- 13- Megas XLR - "El asiento del conductor"
- 14- Megas XLR - "Ultra Chicas"
- 15- Megas XLR - "El regreso"
- 16- Megas XLR - "No le digas a mama que coop es el canguro"
- 17- Megas XLR - "Vivan las Megas"
- 18- Megas XLR - "La derrota de acción de gracias"
- 19- Megas XLR - "Fuerza-S S.O.S"
- 20- Megas XLR - "El botin del espacio"
- 21- Megas XLR - "Terminar con ella"
- 22- Megas XLR - "Megas sobre hielo"
- 23- Megas XLR - "Megas Mecánico"
- 24- Megas XLR - "Mando a distancia universal"
- 25- Megas XLR - "Espejo retrovisor el espejo parte 1"
- 26- Megas XLR - "Espejo retrovisor el espejo parte 2"

## Recepción
La serie fue recibida con recepción positiva, y se clasificó en el puesto número 4 en ToonZone de "Toons de la década de 2000: Top Originals 5 de Cartoon Network". Se han realizado diversos esfuerzos de fanes y peticiones para reactivar la serie desde su cancelación.

## Posible regreso
A finales de 2012, los fanes en Twitter comenzaron a usar el hashtag #BringBackMegasXLR. El cocreador George Krstic, y el director Chris Prynoski, anunciaron que iban a traer de vuelta el programa; ya que Megas XLR habían sido dados de baja por Cartoon Network, y el estudio Titmouse, Inc. tendría que obtener los derechos para volver a hacer el programa. El 29 de abril de 2013, George Krstic publicó un tuit diciendo que él y Chris Prynoski estaban teniendo una reunión para discutir si traer de vuelta el programa junto con Motorcity.